# Fêtes johanniques de Reims
Pour les articles homonymes, voir Fête johannique.
Les fêtes johanniques de Reims sont une manifestation annuelle française célébrée à Reims dans le département de la Marne et la région Champagne-Ardenne pour commémorer le sacre de Charles VII, le 17 juillet 1429, en la cathédrale de Reims. Elles se déroulent chaque année au début du mois de juin et proposent une multitude d’animations et de spectacles médiévaux durant deux jours.

## Déroulement moderne des fêtes johanniques

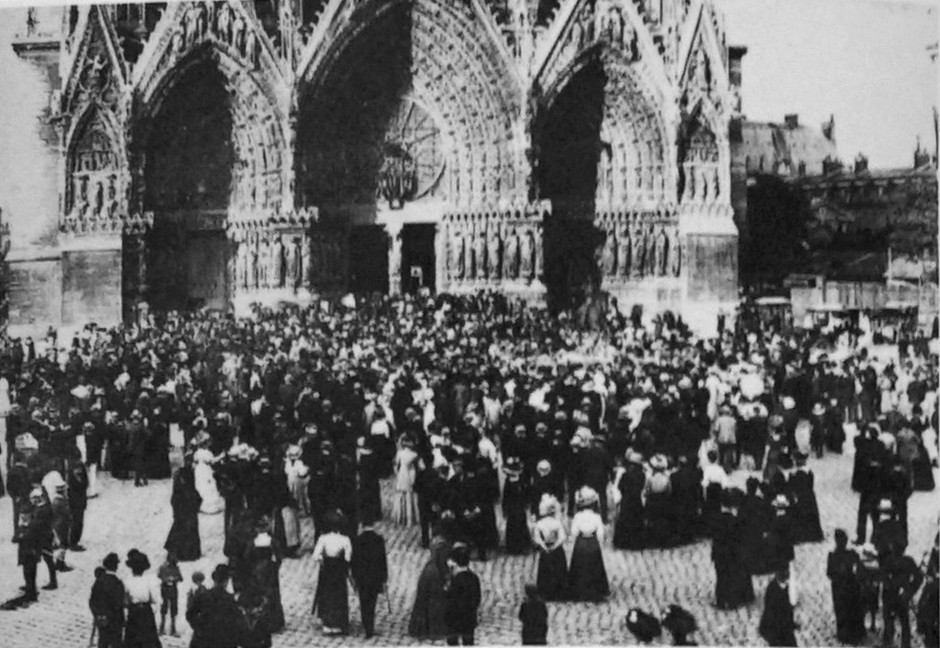
Au début du XXe siècle.

Les événements proposés dans le cadre des Fêtes Johaniques se déroulent dans le centre historique de Reims et autour de sa cathédrale. Reims retrouve ainsi le temps d'un week-end l’effervescence des sacres royaux. Parmi les animations proposées chaque année, le village médiéval avec plus de 130 artisans en costume d'époque, et le cortège du sacre de Jeanne d'Arc et Charles VII le dimanche, avec la reconstitution par près de 500 figurants.

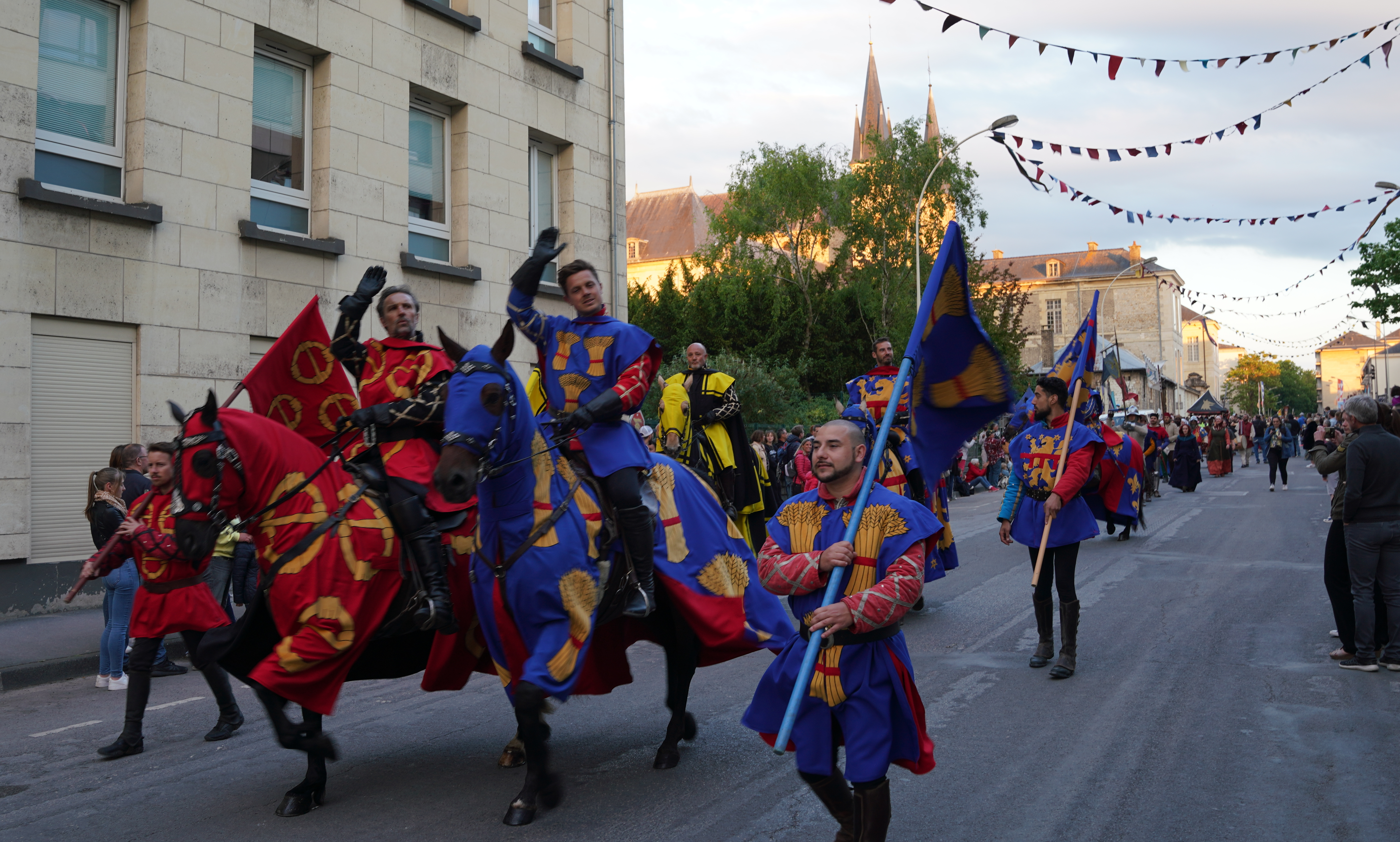
Cavalcade des compagnons de Jeanne lors de la Chevauchée vers Reims reconstituée en 2022.

Les fêtes comprennent une cavalcade qui va de la basilique au parvis de la cathédrale et des animations autour de la cathédrale. Depuis 2022 des animations entourent aussi la basilique.

## Galerie de photographies

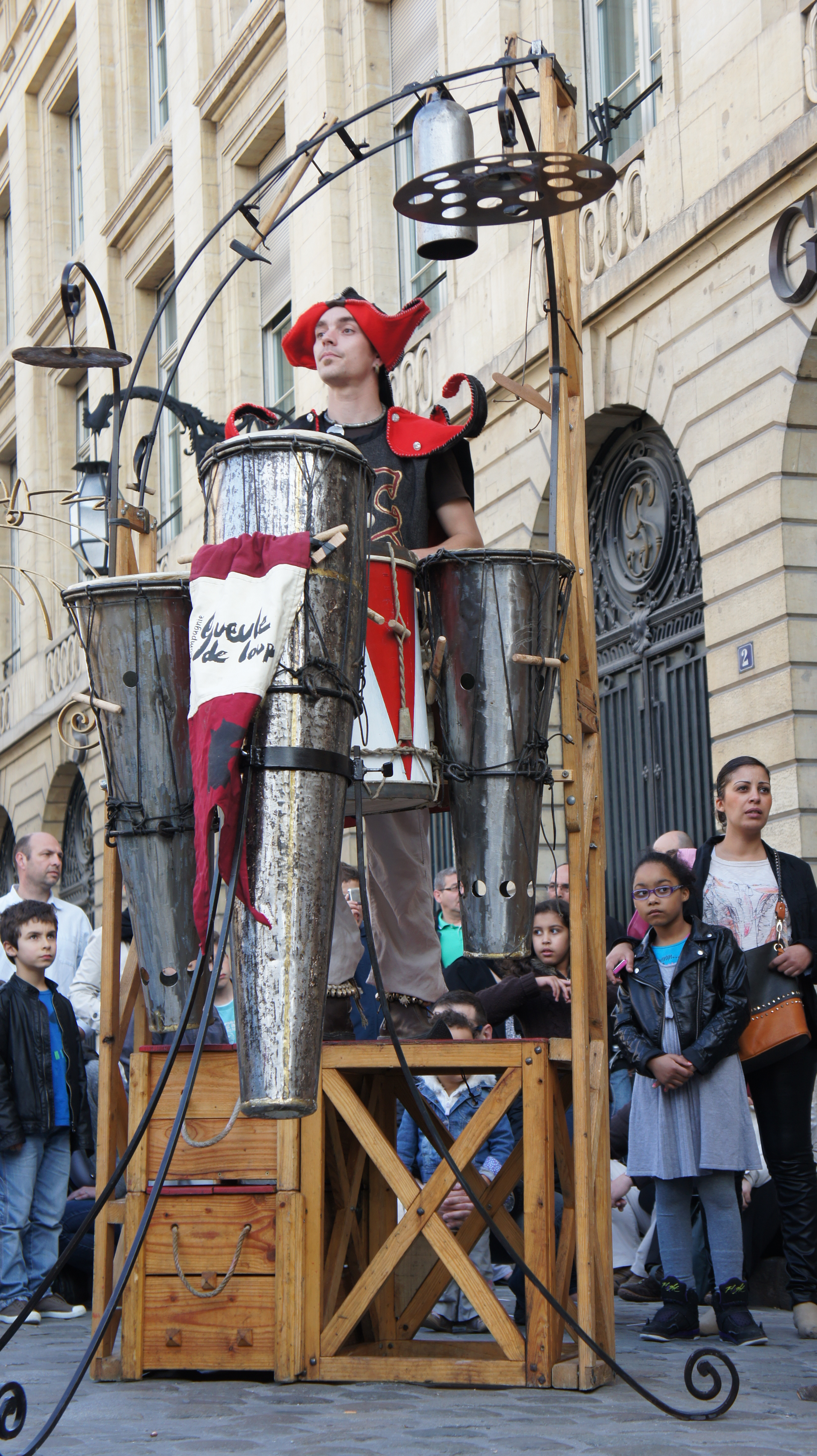
Spectacle de rue.
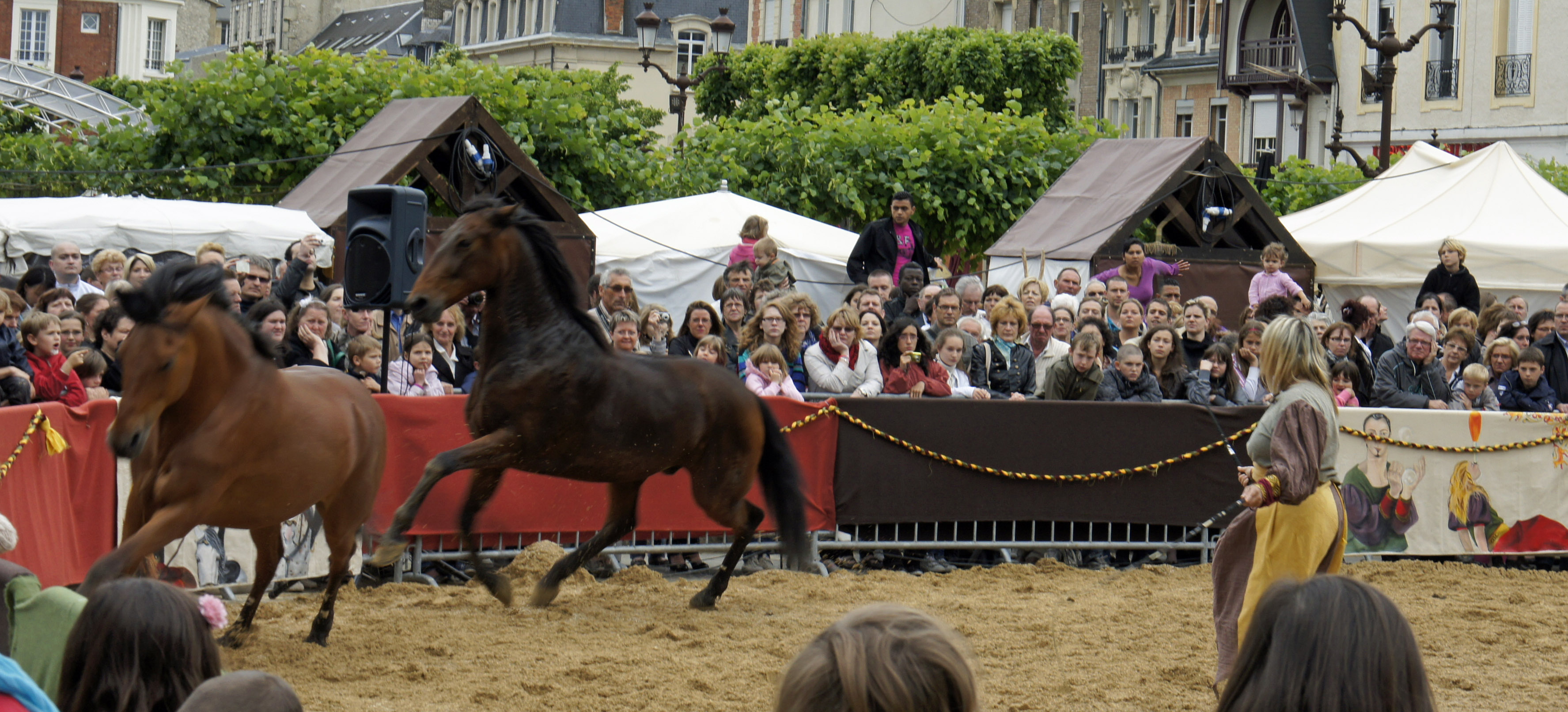
Spectacle equestre.
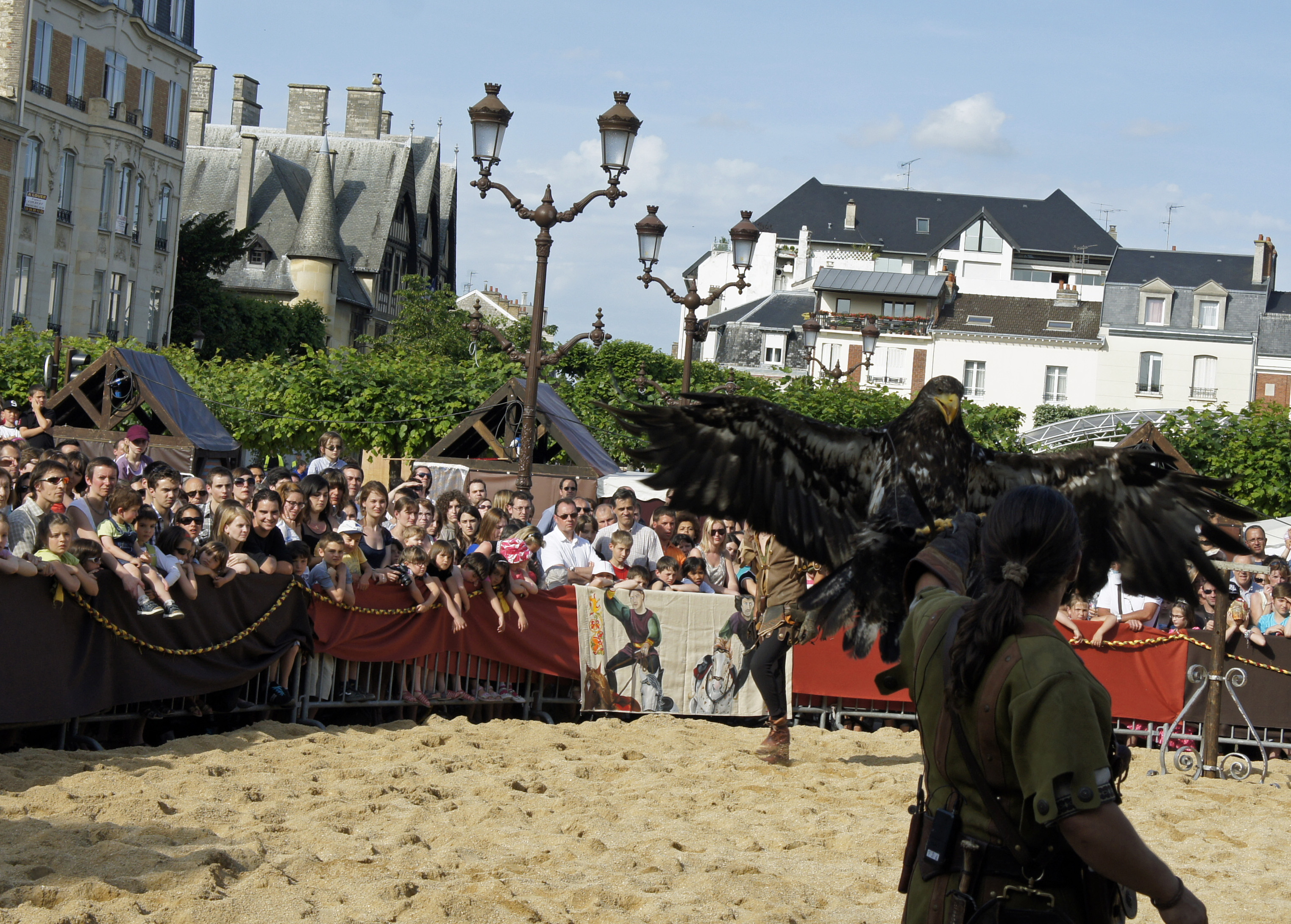
fauconnerie place du Forum.
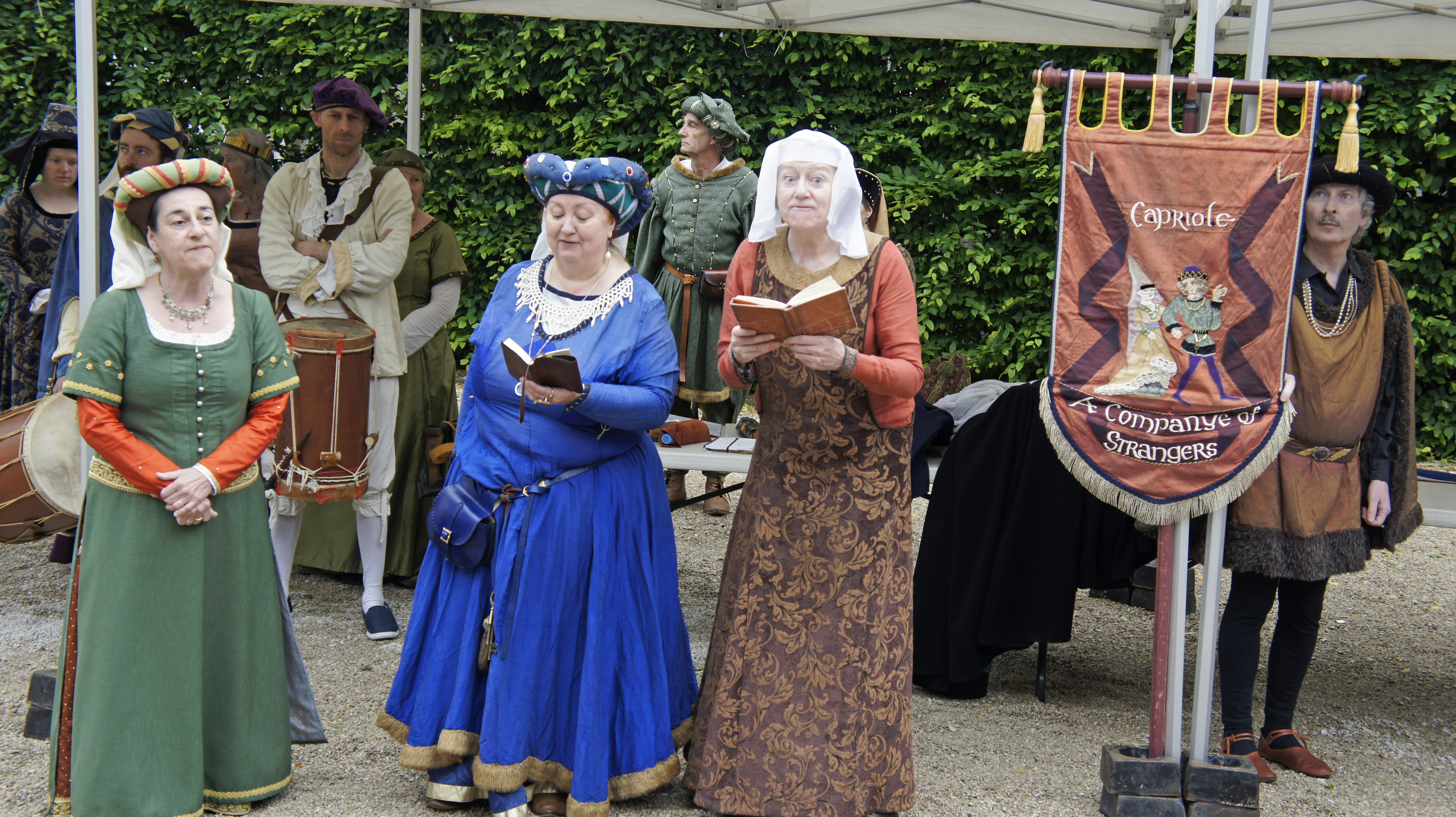
Troupe de Canterbury, ville jumelée.

## Déroulement traditionnel des fêtes
Basée en grande partie sur l'arrivée triomphale de Jeanne d'Arc faisant couronner le roi Charles VII, cette manifestation rassemble les meilleures troupes historiques de France. Environ 200 artistes et 140 artisans s'y pressent pour y montrer leur talent, leur savoir-faire et leur amour pour l'histoire de France. C'est une manifestation très festive pouvant amener entre 100 et 200 000 spectateurs. Musiques, théâtre, exploits, artisanat d'art attendent les spectateurs avec en point d'orgue un superbe défilé d'environ 1 000 figurants arrivant aux alentours de 15h30 au pied de la cathédrale.

## Le sacre du folklore

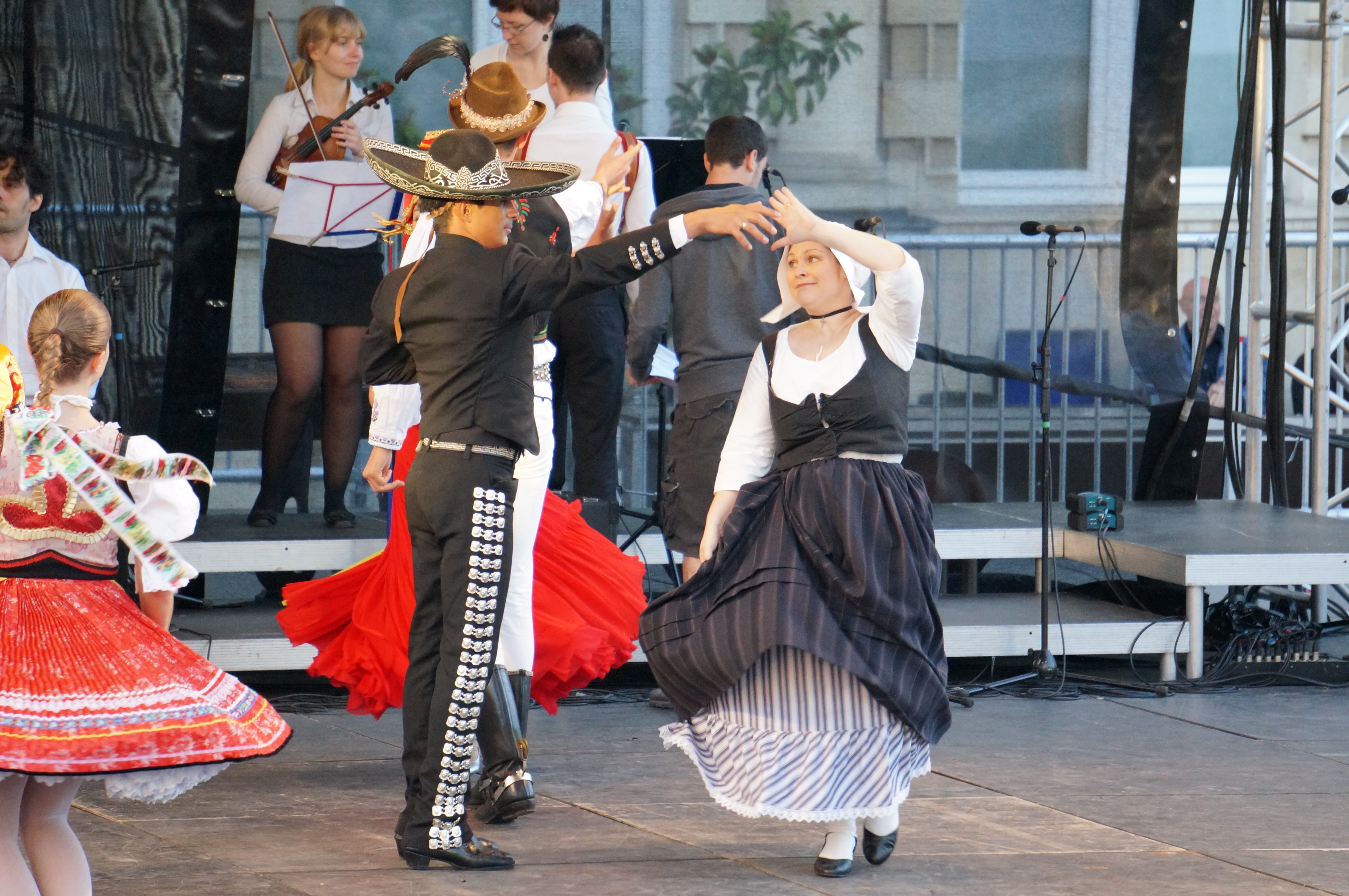
Ouverture de 2014, brassage des danseurs.
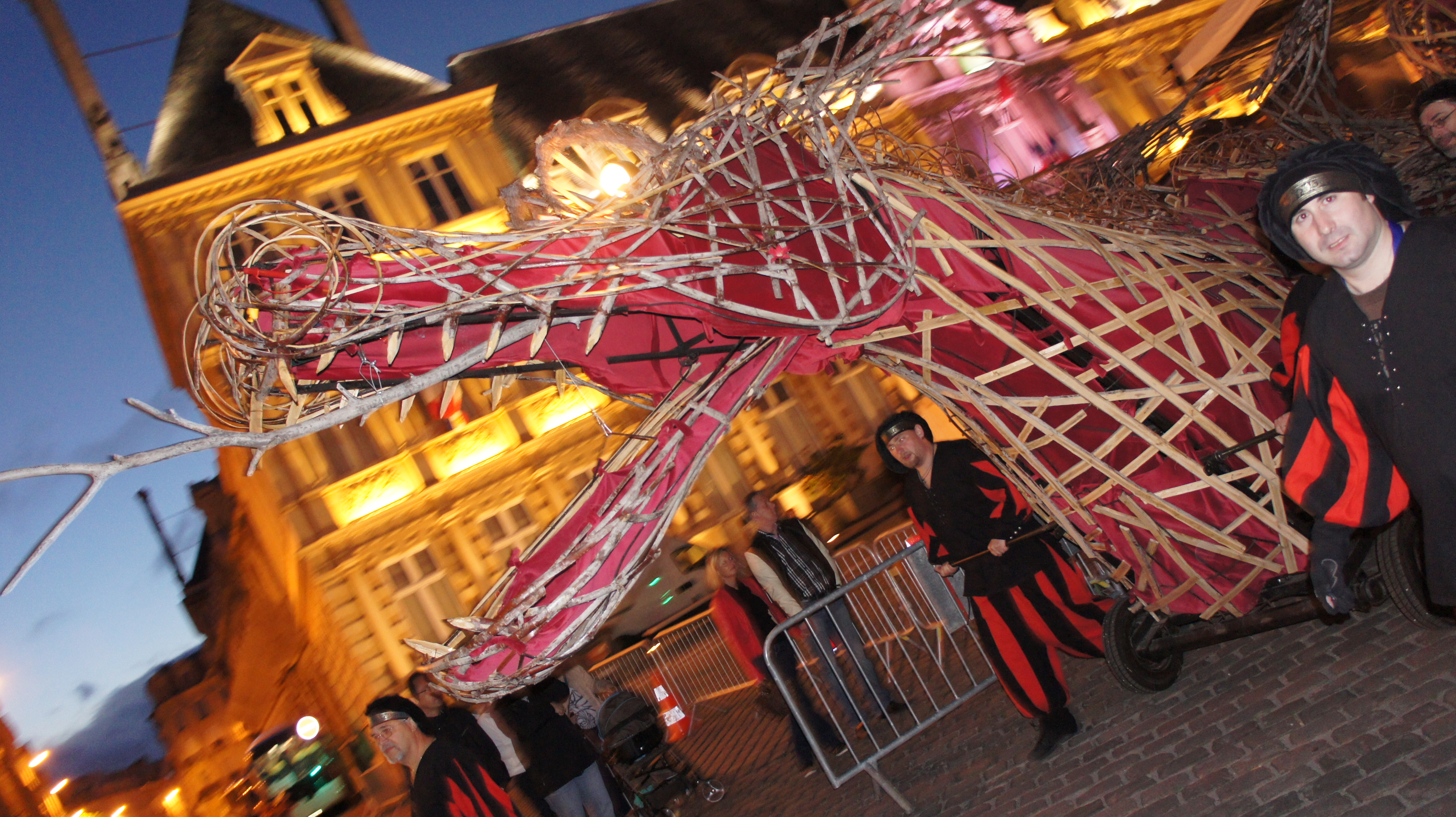
De nouveau le dragon de Reims.
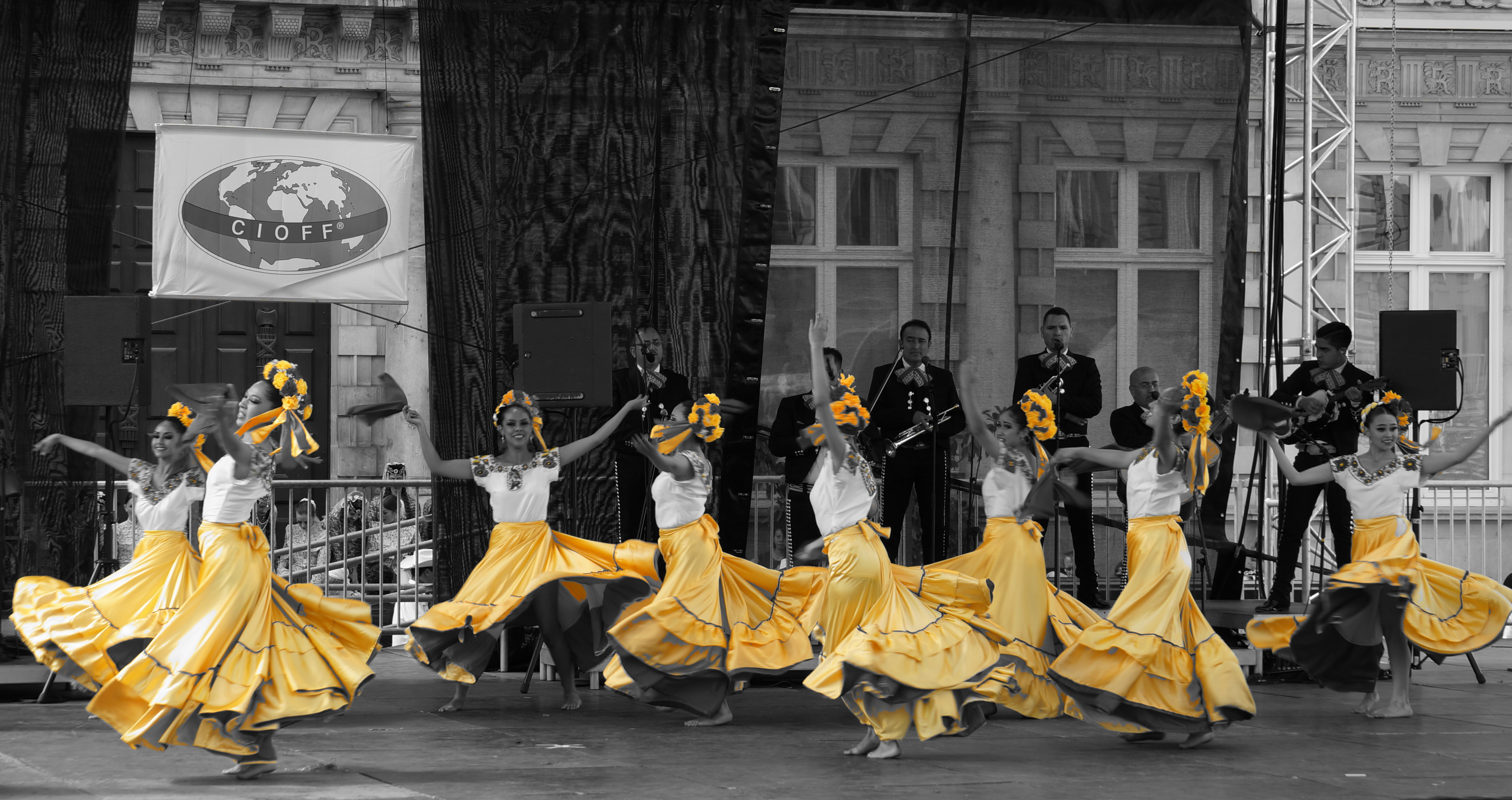
Troupe de Slovaquie.
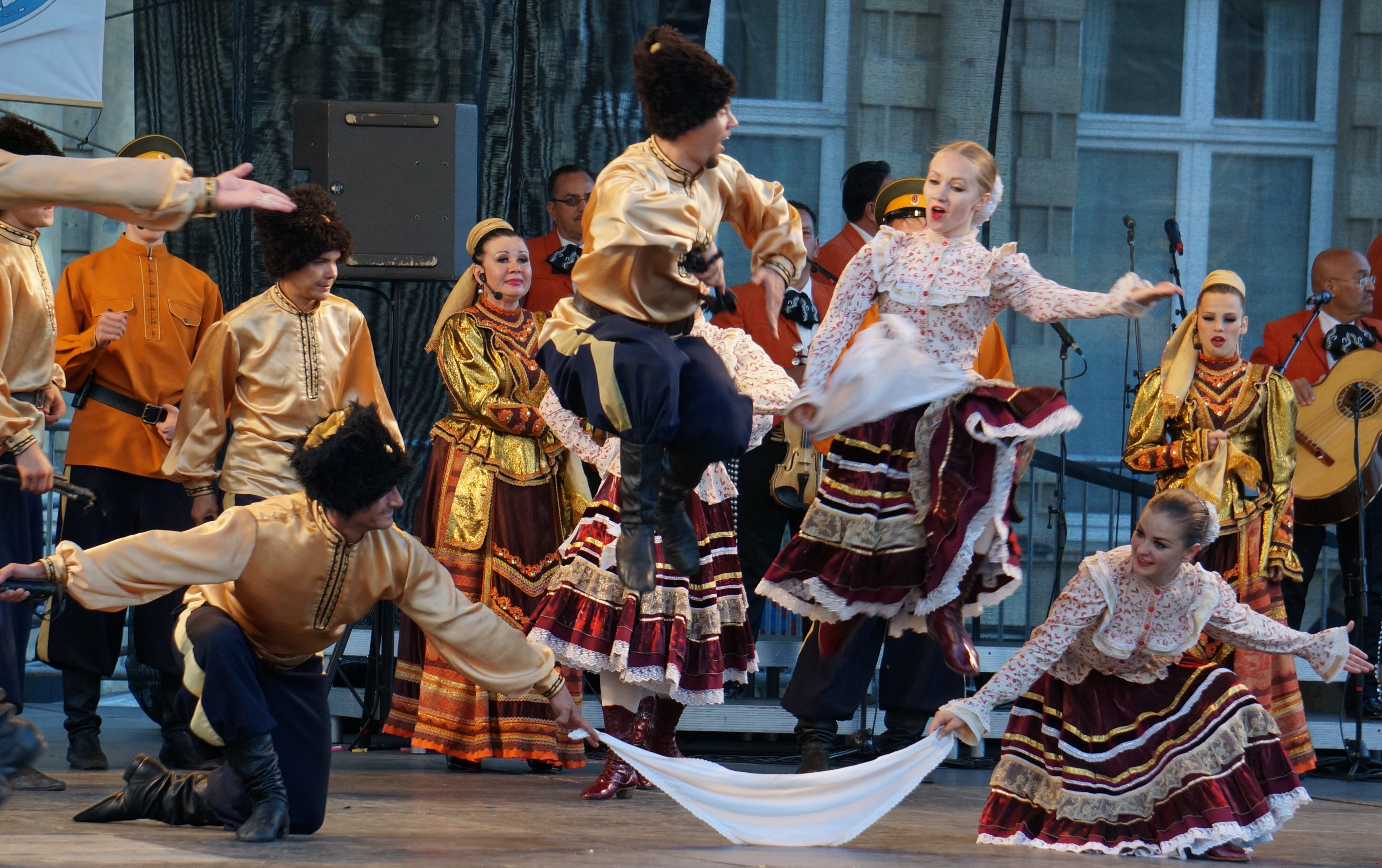
Troupe de Tchita.

C'est une manifestation, organisé par l'association Les Jolivettes qui présente des groupes folkloriques du monde entier. La présentation actuelle est une grande estrade devant la Mairie de Reims et des spectacles payant dans des salles  de la Communauté urbaine. Cette manifestation est sous le parrainage du C.I.O.F.F.

## Autres fêtes johanniques
- La ville d'Orléans organise également des fêtes johanniques appelées fêtes johanniques d'Orléans[3].
- Fête nationale de Jeanne d'Arc et du patriotisme